# Joseph-Nicolas Delisle
Joseph-Nicolas Delisle (Paris, 4 de abril de 1688 — Paris, 11 de setembro de 1768) foi um astrônomo francês. Foi criador da escala de temperatura Grau Delisle.

## Vida
Joseph nasceu em Paris, um dos 11 filhos de Claude Delisle (1644–1720). Como muitos de seus irmãos, entre eles Guillaume Delisle, ele inicialmente seguiu os estudos clássicos. Logo, porém, mudou-se para a astronomia sob a supervisão de Joseph Lieutaud e Jacques Cassini. Em 1714 ingressou na Academia Francesa de Ciências como aluno de Giacomo Filippo Maraldi. No ano seguinte, ele descobriu a mancha de Arago um século antes de Arago. Embora ele fosse um bom cientista e membro de uma família rica, ele não tinha muito dinheiro.
Em 1712, montou um observatório no Palácio de Luxemburgo e, após três anos, mudou-se para o Hotel de Taranne. De 1719 a 1722 trabalhou no Observatório Real, antes de retornar ao seu observatório no Palácio de Luxemburgo. Em 1724 ele conheceu Edmond Halley em Londres e, entre outras coisas, discutiu os trânsitos de Vênus.
Sua vida mudou radicalmente em 1725, quando foi chamado pelo czar russo Pedro, o Grande, a São Petersburgo para criar e administrar a escola de astronomia. Ele chegou lá apenas em 1726, após a morte do czar. Tornou-se bastante rico e famoso, a tal ponto que quando voltou a Paris em 1747, construiu um novo observatório no palácio de Cluny, posteriormente tornado famoso por Charles Messier. Também recebeu o título de Astrônomo da Academia. Na Rússia preparou o mapa do conhecido Pacífico Norte que foi utilizado por Vitus Bering.
Ele foi eleito membro da Royal Society em 1725 e membro estrangeiro da Real Academia Sueca de Ciências em 1749. Em 1760 ele propôs que a comunidade científica internacional coordenasse as observações do Trânsito de Vênus de 1761 para determinar a distância absoluta da Terra ao Sol. Ele desenvolveu um mapa mostrando onde na Terra esse trânsito seria visível e, portanto, onde várias estações de observação deveriam estar localizadas. A implementação real desses esforços de observação foi prejudicada pela Guerra dos Sete Anos. Em 1763 retirou-se para a Abadia de St Genevieve, morrendo em Paris em algum momento de 1768.

## Expedição à Sibéria
Em 1740, Delisle empreendeu uma expedição à Sibéria com o objetivo de observar de Beryozovo o trânsito de Mercúrio através do sol. Um relato da expedição é dado no Volume 72 da L'Histoire générale des voyages (1768). Delisle e seu grupo partiram de São Petersburgo em 28 de fevereiro de 1740, chegando a Beryozovo, na margem do rio Ob, em 9 de abril, tendo viajado por Moscou, Volga e Tyumen. Em 22 de abril, data do trânsito de Mercúrio, o sol foi obscurecido por nuvens, entretanto, e então Delisle foi incapaz de fazer quaisquer observações astronômicas. Delisle voltou a São Petersburgo em 29 de dezembro de 1740, tendo permanecido em Tobolsk e Moscou no caminho.

### Observações científicas não astronômicas

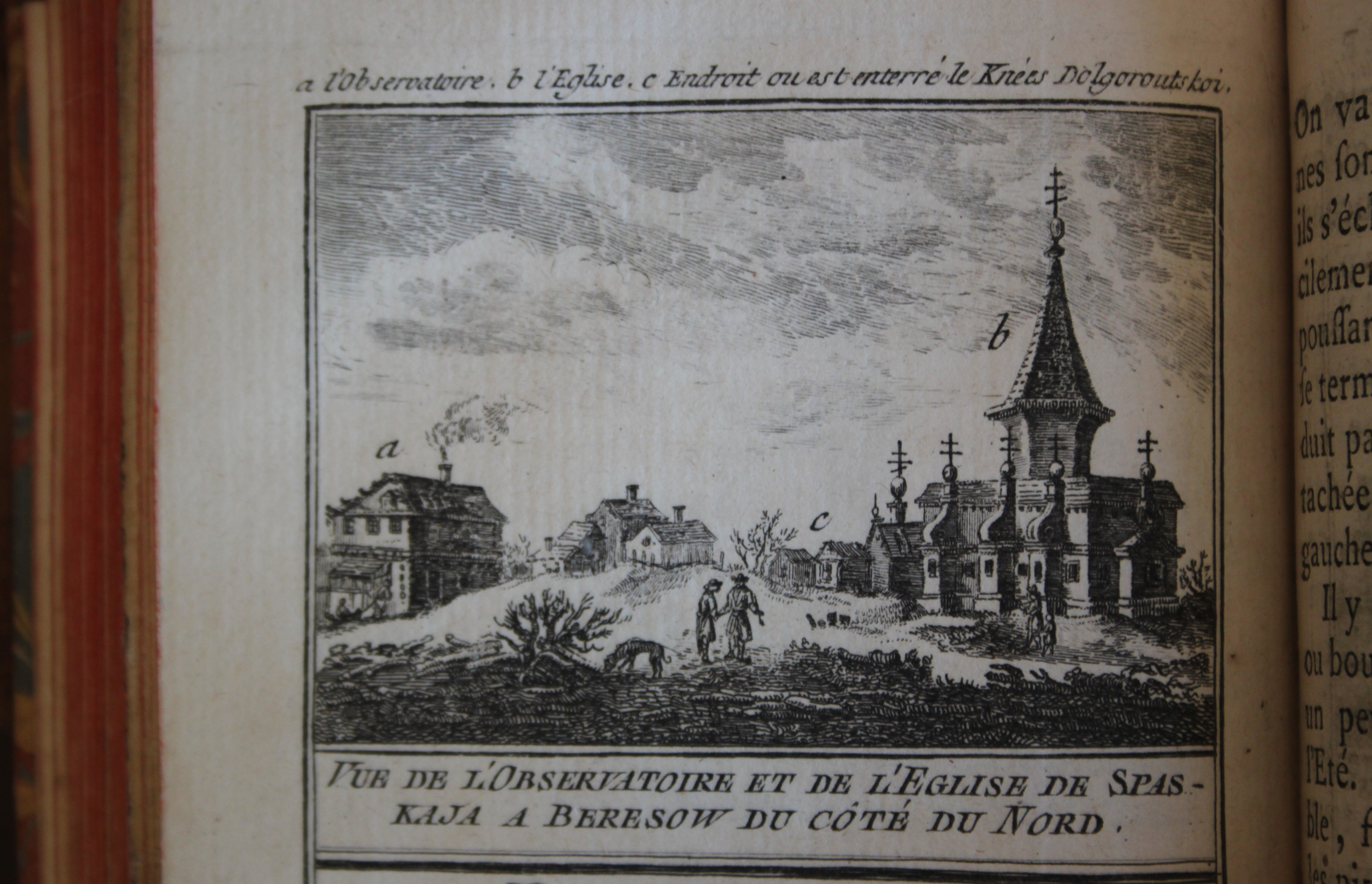
Observatório de Delisle em Beryozovo (marcado a.), de Continuation de l'histoire générale des voyages, vol. 72 (1768)

Ao longo da expedição, Delisle registrou inúmeras observações ornitológicas, botânicas, zoológicas (por exemplo, o castor siberiano), geográficas e outras observações científicas. No "Extrait d'un voyage fait en 1740 à Beresow en Sibérie" publicado na Histoire Générale des Voyages, as observações etnográficas de Delisle sobre os povos nativos que ele encontrou (os Votyaks, Ostyaks, Tártaros, Voguls, e Chuvash) incluem detalhes de suas crenças religiosas, costumes conjugais, meios de subsistência, dieta e traje. Parece que Delisle até planejava escrever um estudo geral sobre os povos da Sibéria. Nos artigos inéditos de Delisle, há um documento intitulado "Ordre des informations à faire sur chaque différente Nation", que fornece um esboço estruturado dos dados etnográficos a serem coletados para cada nação siberiana em particular: sua história, área geográfica, relações com outros poderes governantes, sistema de governo, religião (por exemplo, crença em Deus, no Diabo, na vida após a morte), conhecimento nas artes e ciências, características físicas, trajes, ocupações, ferramentas, costumes, moradias e linguagem.

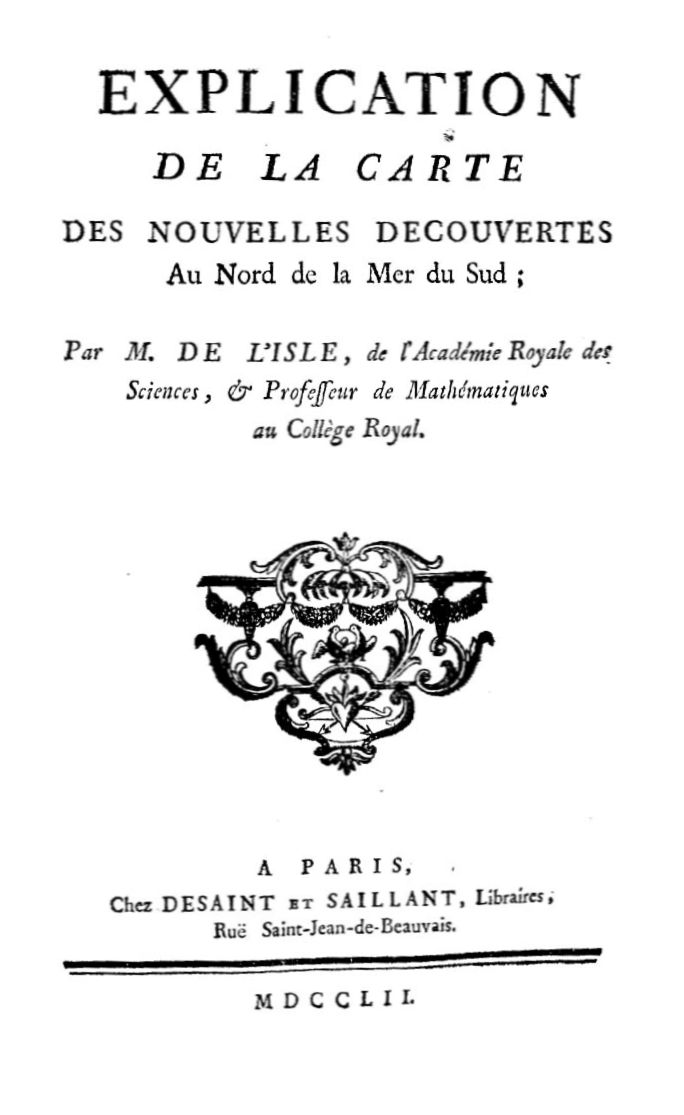
Explication de la carte des nouvelles decouvertes au nord de la mer du Sud, 1752

### O "cabinet de curiosité" de Delisle
Em 30 de junho de 1740, Delisle visitou um mosteiro em Tobolsk, onde, além dos manuscritos russos e eslavos da Igreja Antiga, foi-lhe mostrada uma presa de mamute e outros ossos "d'une grandeur extraordinaire". O abade contou a Delisle que no ano anterior (1739) um comerciante siberiano chamado Fugla, já famoso por sua força prodigiosa (ele lutou e matou um urso com as próprias mãos), aumentou ainda mais sua fama quando ele encontrou perto de Yeniseisk uma cabeça de mamute intacta "d'une grosseur étonnante". O próprio Delisle era um colecionador incansável e, durante sua expedição à Sibéria, aproveitou todas as oportunidades para adicionar ao seu " armário de curiosidades", trazendo consigo não apenas cópias de manuscritos e ossos de mamute como os que vira em Tobolsk, mas também "objets hétéroclites", que incluíam itens do traje de Ostyak, uma aljava samoieda, um balde de casca de árvore, pedras raras e porcelana de Tobolsk.

## OAtlas Rossicus
O plano para um mapa do Império Russo foi lançado por Pedro, o Grande, mas não se concretizou até duas décadas depois, no reinado da imperatriz Anna. Ivan Kirilov (1689–1737), o primeiro diretor do Escritório Cartográfico imperial, convidou Delisle oficialmente para a Rússia com o objetivo de colaborar no mapa proposto do império. No entanto, Delisle e Kirilov entraram em conflito sobre a melhor forma de elaborar os mapas, com o primeiro favorecendo o estabelecimento de uma rede de pontos astronomicamente determinados, um processo muito demorado, e o último defendendo o levantamento baseado em características geográficas como pontos de referência, posteriormente ajustados aos pontos astronomicamente determinados. Usando seus próprios métodos, mas consultando Delisle para aconselhamento especializado, Kirilov publicou em 1734 um mapa geral e os primeiros quatorze mapas regionais de uma série pretendida de 120. A edição foi abandonada após a morte de Kirilov em 1737. Não foi até 1745 que a Academia de São Petersburgo finalmente publicou um Atlas Rossicus completo, em latim e alfabeto cirílico, consistindo em um mapa geral e 29 mapas regionais ( Атлас Российской/Atlas Rossicus, Petropoli, 1745–1746). Delisle trabalhou no atlas na década de 1730, mas seu extremo rigor científico retardou consideravelmente seu progresso. Por isso, em 1740, enquanto se ausentava da capital, em expedição à Sibéria, Delisle foi oficialmente destituído do conselho fiscal responsável pelo atlas. Schumacher, o secretário da Academia, chegou a acusá-lo de enviar documentos secretos para a França. Cada vez mais isolado na corte, Delisle solicitou permissão para deixar a Rússia em 1743, que foi concedida quatro anos depois. Nesse ínterim, o Atlas Rossicus foi submetido para publicação em nome de Delisle. Em History of Cartography, Leo Bagrow argumenta que "por direito [o atlas] não deveria levar seu nome", mas Marie-Anne Chabin, um especialista na vida de Delisle e manuscritos inéditos, conclui: "Apesar de tudo, Joseph-Nicolas Delisle deve ser considerado seu principal arquiteto".

## Publicações
- Explication de la carte des nouvelles decouvertes au nord de la mer du Sud (em francês). Paris: Jean Desaint & Charles Saillant. 1752